# Balıkesir (provinca)
Provinca Balıkesir je provinca, ki se nahaja severozahodni Turčiji ob Marmarskem morju in Egejskem morju. Okoliške province so Çanakkale na zahodu, İzmir na jugozahodu, Manisa na jugu, Kütahya na jugovzhodu in Bursa na vzhodu. Središče je mesto Balıkesir.
Provinca Balıkesir je znana po olivah, termalnih vrelcih in čistih plažah, kar jo naredi za pomembno turistično destinacijo. 

## Okrožja
| - Ayvalik - Balıkesir - Balya - Bandırma - Bigadiç - Burhaniye - Dursunbey - Edremit - Erdek - Gömeç - Gönen | - Havran - İvrindi - Kepsut - Manyas - Marmara - Savaştepe - Sındırgı - Susurluk |

Koordinati:   39°44′27″N, 27°49′09″E